# Гядри (авиабаза)
Гядри (алб. Baza ajrore e Gjadrit), также Задрима (ИКАО: LAGJ) — бывшая военно-воздушная база Народной Республики Албания, расположенная близ села Гядри в области Лежа. Взлётно-посадочная полоса расположена на левом берегу нижнего течения одного из русел реки Гядри (новое русло прорыто в 1956 году), левого притока реки Дрин, в области, называемой Задрима («земля, лежащая за Дрином»), к северу от города Лежа.
Относительно места строительства военного аэродрома был спор в 1972 году на заседании Совета обороны. Мехмет Шеху настаивал на строительстве базы в Малакастре, Энвер Ходжа и китайские специалисты — в долине Гядри. 
Для возможности защиты от внезапного нападения был учтён опыт КНДР. Построены два туннеля, которые вели в специальный U-образный ангар в горном массиве Какаррики (Mali i Kakarriqit). К туннелям вела специальная рулёжная дорожка длиной 2 км с мостом через реку Дрин. В ангаре помещалось до 50 самолётов. В ангаре был построен авиационный ремонтный завод. Здесь базировался авиационный полк, оснащённый китайскими копиями советских самолётов марки «МиГ»: две эскадрильи F-6C (копия МиГ-19), звено учебных FT-5 (копия МиГ-17) и эскадрилья F-7A (МиГ-21).
29 марта 1982 года при столкновении с птицами на взлёте разбился F-7A, при этом погиб пилот, комиссар полка Луто Садикай (Luto Refat Sadikaj; 1944—1982).
В 1994 году, после начала войны в Хорватии и войны в Боснии и Герцеговине база использовалась ЦРУ для базирования двух БПЛА GNAT-750. Они использовались для разведывательных полетов над территорией бывшей Югославии. В 1995 году на базу прибыли 4 БПЛА Predator и военнослужащие Разведывательного управления армии США. В 1996 году они были перемещены на авиабазу Тасар в Венгрии.
12 марта 1997 года авиабаза захвачена во время беспорядков в Албании. Была разрушена диспетчерская вышка.
В 2006 году были списаны последние самолёты ВВС Албании. Ангар используется для хранения списанных самолётов. На базе осуществляется мелкий ремонт техники.